# Llista d'asteroides/141201-141300
| Nom      | Designació provisional | Data de descobriment   | Lloc de descobriment | Descobridor/s              |
| -------- | ---------------------- | ---------------------- | -------------------- | -------------------------- |
| 141201 - | 2001 XD206             | 11 de desembre de 2001 | Socorro              | LINEAR                     |
| 141202 - | 2001 XV207             | 11 de desembre de 2001 | Socorro              | LINEAR                     |
| 141203 - | 2001 XB208             | 11 de desembre de 2001 | Socorro              | LINEAR                     |
| 141204 - | 2001 XJ208             | 11 de desembre de 2001 | Socorro              | LINEAR                     |
| 141205 - | 2001 XP209             | 11 de desembre de 2001 | Socorro              | LINEAR                     |
| 141206 - | 2001 XX209             | 11 de desembre de 2001 | Socorro              | LINEAR                     |
| 141207 - | 2001 XF210             | 11 de desembre de 2001 | Socorro              | LINEAR                     |
| 141208 - | 2001 XG212             | 11 de desembre de 2001 | Socorro              | LINEAR                     |
| 141209 - | 2001 XO212             | 11 de desembre de 2001 | Socorro              | LINEAR                     |
| 141210 - | 2001 XS212             | 11 de desembre de 2001 | Socorro              | LINEAR                     |
| 141211 - | 2001 XJ218             | 15 de desembre de 2001 | Socorro              | LINEAR                     |
| 141212 - | 2001 XK218             | 15 de desembre de 2001 | Socorro              | LINEAR                     |
| 141213 - | 2001 XY218             | 15 de desembre de 2001 | Socorro              | LINEAR                     |
| 141214 - | 2001 XC219             | 15 de desembre de 2001 | Socorro              | LINEAR                     |
| 141215 - | 2001 XO219             | 15 de desembre de 2001 | Socorro              | LINEAR                     |
| 141216 - | 2001 XC220             | 15 de desembre de 2001 | Socorro              | LINEAR                     |
| 141217 - | 2001 XN220             | 15 de desembre de 2001 | Socorro              | LINEAR                     |
| 141218 - | 2001 XV220             | 15 de desembre de 2001 | Socorro              | LINEAR                     |
| 141219 - | 2001 XC221             | 15 de desembre de 2001 | Socorro              | LINEAR                     |
| 141220 - | 2001 XW221             | 15 de desembre de 2001 | Socorro              | LINEAR                     |
| 141221 - | 2001 XX223             | 15 de desembre de 2001 | Socorro              | LINEAR                     |
| 141222 - | 2001 XM225             | 15 de desembre de 2001 | Socorro              | LINEAR                     |
| 141223 - | 2001 XZ225             | 15 de desembre de 2001 | Socorro              | LINEAR                     |
| 141224 - | 2001 XK226             | 15 de desembre de 2001 | Socorro              | LINEAR                     |
| 141225 - | 2001 XH227             | 15 de desembre de 2001 | Socorro              | LINEAR                     |
| 141226 - | 2001 XJ230             | 15 de desembre de 2001 | Socorro              | LINEAR                     |
| 141227 - | 2001 XD232             | 15 de desembre de 2001 | Socorro              | LINEAR                     |
| 141228 - | 2001 XA233             | 15 de desembre de 2001 | Socorro              | LINEAR                     |
| 141229 - | 2001 XE234             | 15 de desembre de 2001 | Socorro              | LINEAR                     |
| 141230 - | 2001 XS234             | 15 de desembre de 2001 | Socorro              | LINEAR                     |
| 141231 - | 2001 XF235             | 15 de desembre de 2001 | Socorro              | LINEAR                     |
| 141232 - | 2001 XY236             | 15 de desembre de 2001 | Socorro              | LINEAR                     |
| 141233 - | 2001 XC237             | 15 de desembre de 2001 | Socorro              | LINEAR                     |
| 141234 - | 2001 XC245             | 15 de desembre de 2001 | Socorro              | LINEAR                     |
| 141235 - | 2001 XG246             | 15 de desembre de 2001 | Socorro              | LINEAR                     |
| 141236 - | 2001 XA248             | 13 de desembre de 2001 | Palomar              | NEAT                       |
| 141237 - | 2001 XE251             | 14 de desembre de 2001 | Socorro              | LINEAR                     |
| 141238 - | 2001 XG251             | 14 de desembre de 2001 | Socorro              | LINEAR                     |
| 141239 - | 2001 XQ251             | 14 de desembre de 2001 | Socorro              | LINEAR                     |
| 141240 - | 2001 XQ252             | 14 de desembre de 2001 | Socorro              | LINEAR                     |
| 141241 - | 2001 XK256             | 7 de desembre de 2001  | Socorro              | LINEAR                     |
| 141242 - | 2001 XV257             | 7 de desembre de 2001  | Palomar              | NEAT                       |
| 141243 - | 2001 XA258             | 7 de desembre de 2001  | Palomar              | NEAT                       |
| 141244 - | 2001 XM259             | 8 de desembre de 2001  | Anderson Mesa        | LONEOS                     |
| 141245 - | 2001 XX259             | 9 de desembre de 2001  | Anderson Mesa        | LONEOS                     |
| 141246 - | 2001 XK263             | 14 de desembre de 2001 | Palomar              | NEAT                       |
| 141247 - | 2001 XU263             | 14 de desembre de 2001 | Anderson Mesa        | LONEOS                     |
| 141248 - | 2001 XE266             | 9 de desembre de 2001  | Socorro              | LINEAR                     |
| 141249 - | 2001 YP5               | 17 de desembre de 2001 | Cima Ekar            | Asiago-DLR Asteroid Survey |
| 141250 - | 2001 YP6               | 20 de desembre de 2001 | Cima Ekar            | Asiago-DLR Asteroid Survey |
| 141251 - | 2001 YR8               | 17 de desembre de 2001 | Socorro              | LINEAR                     |
| 141252 - | 2001 YU8               | 17 de desembre de 2001 | Socorro              | LINEAR                     |
| 141253 - | 2001 YD9               | 17 de desembre de 2001 | Socorro              | LINEAR                     |
| 141254 - | 2001 YT10              | 17 de desembre de 2001 | Socorro              | LINEAR                     |
| 141255 - | 2001 YD12              | 17 de desembre de 2001 | Socorro              | LINEAR                     |
| 141256 - | 2001 YO14              | 17 de desembre de 2001 | Socorro              | LINEAR                     |
| 141257 - | 2001 YK20              | 18 de desembre de 2001 | Socorro              | LINEAR                     |
| 141258 - | 2001 YL20              | 18 de desembre de 2001 | Socorro              | LINEAR                     |
| 141259 - | 2001 YV20              | 18 de desembre de 2001 | Socorro              | LINEAR                     |
| 141260 - | 2001 YL21              | 18 de desembre de 2001 | Socorro              | LINEAR                     |
| 141261 - | 2001 YN21              | 18 de desembre de 2001 | Socorro              | LINEAR                     |
| 141262 - | 2001 YT25              | 18 de desembre de 2001 | Socorro              | LINEAR                     |
| 141263 - | 2001 YW25              | 18 de desembre de 2001 | Socorro              | LINEAR                     |
| 141264 - | 2001 YJ27              | 18 de desembre de 2001 | Socorro              | LINEAR                     |
| 141265 - | 2001 YE28              | 18 de desembre de 2001 | Socorro              | LINEAR                     |
| 141266 - | 2001 YZ31              | 18 de desembre de 2001 | Socorro              | LINEAR                     |
| 141267 - | 2001 YB32              | 18 de desembre de 2001 | Socorro              | LINEAR                     |
| 141268 - | 2001 YG32              | 18 de desembre de 2001 | Socorro              | LINEAR                     |
| 141269 - | 2001 YK32              | 18 de desembre de 2001 | Socorro              | LINEAR                     |
| 141270 - | 2001 YA38              | 18 de desembre de 2001 | Socorro              | LINEAR                     |
| 141271 - | 2001 YA39              | 18 de desembre de 2001 | Socorro              | LINEAR                     |
| 141272 - | 2001 YJ42              | 18 de desembre de 2001 | Socorro              | LINEAR                     |
| 141273 - | 2001 YM42              | 18 de desembre de 2001 | Socorro              | LINEAR                     |
| 141274 - | 2001 YY42              | 18 de desembre de 2001 | Socorro              | LINEAR                     |
| 141275 - | 2001 YH43              | 18 de desembre de 2001 | Socorro              | LINEAR                     |
| 141276 - | 2001 YR46              | 18 de desembre de 2001 | Socorro              | LINEAR                     |
| 141277 - | 2001 YT47              | 18 de desembre de 2001 | Socorro              | LINEAR                     |
| 141278 - | 2001 YW52              | 18 de desembre de 2001 | Socorro              | LINEAR                     |
| 141279 - | 2001 YQ53              | 18 de desembre de 2001 | Socorro              | LINEAR                     |
| 141280 - | 2001 YS53              | 18 de desembre de 2001 | Socorro              | LINEAR                     |
| 141281 - | 2001 YD56              | 18 de desembre de 2001 | Socorro              | LINEAR                     |
| 141282 - | 2001 YU58              | 18 de desembre de 2001 | Socorro              | LINEAR                     |
| 141283 - | 2001 YV58              | 18 de desembre de 2001 | Socorro              | LINEAR                     |
| 141284 - | 2001 YX59              | 18 de desembre de 2001 | Socorro              | LINEAR                     |
| 141285 - | 2001 YC65              | 18 de desembre de 2001 | Socorro              | LINEAR                     |
| 141286 - | 2001 YF67              | 18 de desembre de 2001 | Socorro              | LINEAR                     |
| 141287 - | 2001 YL69              | 18 de desembre de 2001 | Socorro              | LINEAR                     |
| 141288 - | 2001 YK71              | 18 de desembre de 2001 | Socorro              | LINEAR                     |
| 141289 - | 2001 YX72              | 18 de desembre de 2001 | Socorro              | LINEAR                     |
| 141290 - | 2001 YT74              | 18 de desembre de 2001 | Socorro              | LINEAR                     |
| 141291 - | 2001 YO81              | 18 de desembre de 2001 | Socorro              | LINEAR                     |
| 141292 - | 2001 YR81              | 18 de desembre de 2001 | Socorro              | LINEAR                     |
| 141293 - | 2001 YD86              | 18 de desembre de 2001 | Socorro              | LINEAR                     |
| 141294 - | 2001 YK90              | 18 de desembre de 2001 | Socorro              | LINEAR                     |
| 141295 - | 2001 YD91              | 17 de desembre de 2001 | Palomar              | NEAT                       |
| 141296 - | 2001 YV91              | 17 de desembre de 2001 | Palomar              | NEAT                       |
| 141297 - | 2001 YZ93              | 17 de desembre de 2001 | Anderson Mesa        | LONEOS                     |
| 141298 - | 2001 YH99              | 17 de desembre de 2001 | Socorro              | LINEAR                     |
| 141299 - | 2001 YO99              | 17 de desembre de 2001 | Socorro              | LINEAR                     |
| 141300 - | 2001 YK104             | 17 de desembre de 2001 | Socorro              | LINEAR                     |